# Julián Lobera y Valtierra
Julián Lobera y Valtierra († 21. August 1435 in Munébrega, Spanien) war ein spanischer Pseudokardinal, welcher durch Gegenpapst Benedikt XIII. ernannt wurde.

## Leben
Er war der Sohn von Domingo Lobera und Catalina Clara de Valtierra y Aragón. Lobera y Voltierra studierte Rechtswissenschaften an der Universität Lleida und heiratete Isabel de Heredia. Nachdem er Witwer war, empfing er die Priesterweihe für das Bistum Tarazona und wurde Kanoniker in Tarazona und Calatayud sowie Rektor der Universität Lleida. Als der Bischof von Vic, Fernando Pérez Calvillo, zum Bischof von Tarazona ernannt wurde, wurde Lobera sein Generalvikar. 1411 wurde er zum Kanoniker der Kathedrale von Mallorca ernannt und war Camerlengo für den Gegenpapst.
Lobera wurde am 22. Mai 1423 von Gegenpapst Benedikt zum Kardinal kreiert. Er nahm am Konklave 1423 teil. Danach wurde er vom Wahlgewinner Gegenpapst Clemens VIII. festgesetzt und Martin V. übergeben.